# Saxifraga cochlearis
Saxifraga cochlearis es una especie de planta fanerógama perteneciente a la familia Saxifragaceae originaria de Europa.

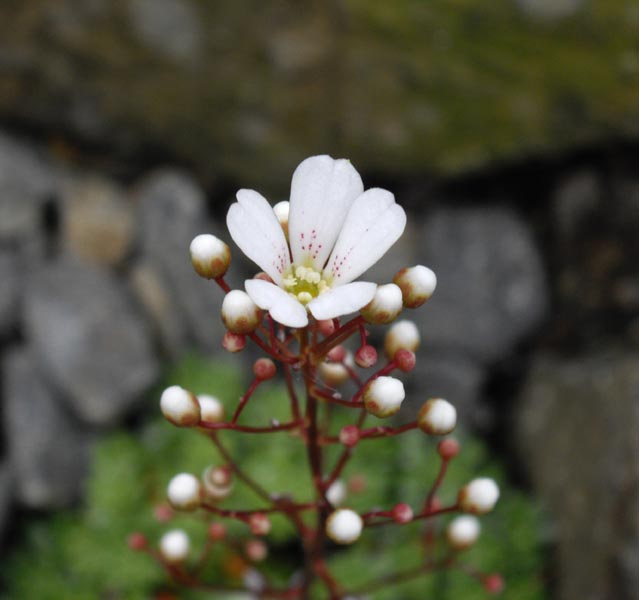
Flores

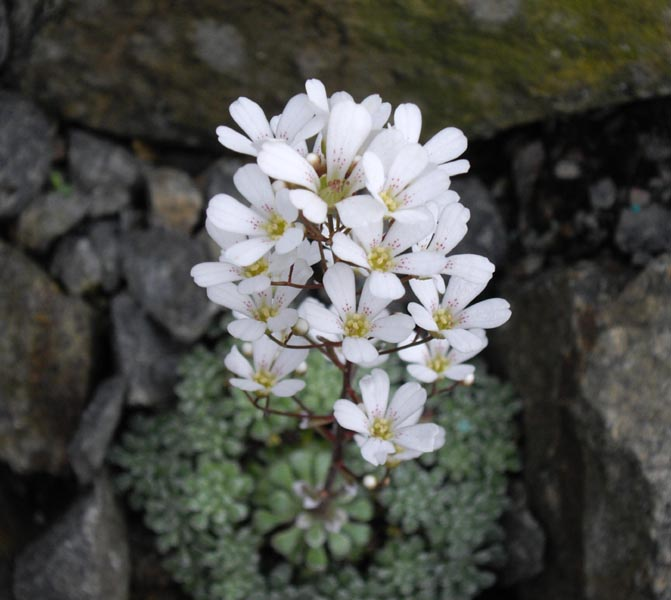
Inflorescencia

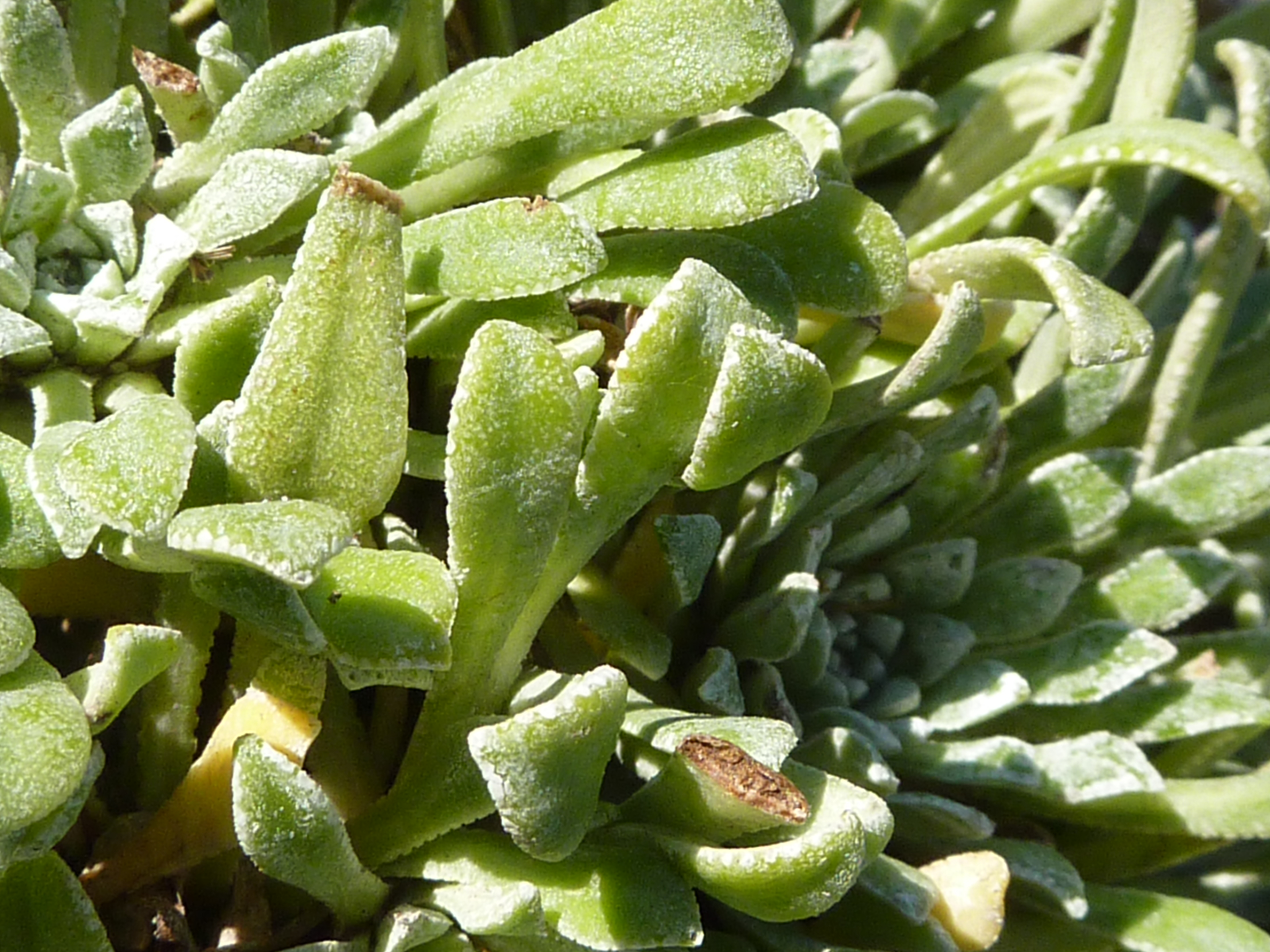
Detalle

## Descripción
Saxifraga cochlearis es una planta perenne que alcanza un tamaño de 5 a 40 centímetros de altura. Forma  planos cojines de numerosas rosetas sin flores. Las hojas de las roseta miden de 8 a 40 mm de largo, 3 a 6 mm de ancho, en forma de cuchara y de color gris-verde. En la parte superior se amplían redondeadas, obtusas o ligeramente puntiagudas. El margen de la hoja es ligeramente ondulado, no perforado y tachonado con hoyuelos. El tallo floral es de color marrón rojizo, delgado, glandular peludo, erecto o arqueado ascendente con de 1 a 3 flores disponibles. Los pétalos son oblongo-ovados. La época de floración es de junio a julio. La especie tiene el número de cromosomas 2n = 28.

## Distribución y hábitat
Se encuentra en los Alpes Marítimos y la Liguria en los Alpes montanos y subalpinos en las grietas y hendiduras de las rocas de piedra caliza a altitudes de hasta 1.900 metros.

## Taxonomía
Saxifraga cochlearis fue descrita por Ludwig Reichenbach y publicado en Flora Germanica Excursoria 559. 1832.
Etimología
Saxifraga: nombre genérico que viene del latín saxum, ("piedra") y frangere, ("romper, quebrar"). Estas plantas se llaman así por su capacidad, según los antiguos, de romper las piedras con sus fuertes raíces. Así lo afirmaba Plinio, por ejemplo.
cochlearis: epíteto latino que significa "con forma de cuchara".
Híbridos
- Saxifraga x burnatii

Cultivares
- Saxifraga cochlearis 'Cairos'
- Saxifraga cochlearis 'Le Grand Dauphin'
- Saxifraga cochlearis 'Major'
- Saxifraga cochlearis 'Marshal Joffre'
- Saxifraga cochlearis 'Minor'
- Saxifraga cochlearis 'Oh Yes'
- Saxifraga cochlearis 'Probynii'
- Saxifraga cochlearis 'Pseudo-valdensis'
- Saxifraga cochlearis 'Splendens'
- Saxifraga cochlearis 'Marechal Joffre'[5]